# Laguna Desierta
La laguna Desierta, nombre dado por el Instituto Geográfico Militar de Chile, es un cuerpo de agua superficial léntico perteneciente a la cuenca del río Aysén y está ubicada en la Región de Aysén al sur de Coyhaique.
Este cuerpo de agua es llamado lago Desierto por el servicio de turismo de Chile y no debe ser confundido con la laguna del Desierto ubicada en Argentina.

## Hidrografía
Su emisario es el río La Paloma.

## Población, economía y ecología
SERNATUR la describe como:: 15 
Este lago forma parte del sistema lacustre Elizalde, Atravesado y La Paloma ubicándose a continuación de este último. Se puede acceder a sus aguas navegando el río que lo une con el Lago La Paloma o por la ruta que conecta lago Elizalde con lago Caro. Presenta condiciones adecuadas para la pesca recreativa y esta rodeado de un entorno de gran atractivo paisajístico.